# Cybistax
Cybistax Mart. ex Meisn., es un género monotípico de árboles pertenecientes a la familia Bignoniaceae. Su única especie: Cybistax antisyphilitica es originaria de Sudamérica.

## Descripción
Son plantas semi-caducifolias que tienen  hojas de color verde grisáceo palmeado compuestas y madera de grano fino, de color claro, buena para los muebles. A principios de la primavera, las plantas tienen vistosos racimos de color amarillo brillante, con las flores en forma de embudo de 2-2.5 cm de ancho en los extremos de las ramas. Las vainas son 25-50 cm de largo, rectas, pendulares y con semillas planas, delgadas de color marrón que tienen alas como de papel.

## Taxonomía
Cybistax antisyphilitica fue descrita por (Mart.) Mart.  y publicado en Systema Materiae Medicae Vegetabilis Brasiliensis 66. 1843.
Sinonimia
- Bignonia antisyphilitica Mart.
- Bignonia quinquefolia Vell.
- Bignonia rivularis DC.
- Bignonia viridiflora Lodd.
- Cybistax coriacea Corr.Méllo ex Stellfeld
- Cybistax intermedia Corr.Méllo
- Cybistax quinquefolia (Vell.) J.F.Macbr.
- Cybistax sprucei K.Schum.
- Cybistax subtomentosa K.Schum.
- Cybistax tinctoria (Spruce) Tittel
- Phryganocydia antisyphilitica Mart. ex DC.
- Yangua tinctoria Spruce[3][4]